# Jovan Miladinović
Jovan Miladinović (Belgrado, 30 de janeiro de 1939 - 11 de setembro de 1982) foi um futebolista iugoslavo, que atuava como meia.

## Carreira
Jovan Miladinović fez parte do elenco da Seleção Iugoslava de Futebol na Euro de 1960.